# Novosady (Bzenec)
Novosady jsou čtvrť města Bzenec, postavena v 60. až 80. letech. Počátek stavění je v 60. letech ulice Těmická. Roku 1970 zde byly postaveny 3 činžovní čtyřpatrové domy. Stavba se rozšířila roku 1972 i na panelové domy. Je zde autobusová zastávka, 68 rodinných domů, 6 paneláků a 3 bytovky. Novosady mají 560 obyvatel a jsou 3. největší část města. Je zde hřiště s umělou trávou, dětské hřiště s pískovištěm. Nad Novosady jsou vinohrady. Zajímavá část Novosad je ve směru na Těmice. Jsou zde vinné sklepy (jedno se zajímavých míst Bzence).

## Průmysl a obchod
- MAN-TECH Trading
- AVX
- Staripex

## Školství
SPŠ Potravinářská

## Ulice
- Těmická
- Pod Vinohrady
- Sokolská
- Slunečná
- Na Vyhlídce
- Nad Sklepy (staví se)